# نولينة صغيرة الأزهار
نولينة صغيرة الأزهار (الاسم العلمي:Nolina parviflora) هي نوع من النباتات تتبع جنس النولينة من الفصيلة الهليونية.